# ده بيد (خبريز)
ده بید (بالفارسية: ده بید) هي قرية تقع في إيران في قسم خبریز الريفي. يقدر عدد سكانها بـ 499 نسمة بحسب إحصاء 2016.